# Warentrenner

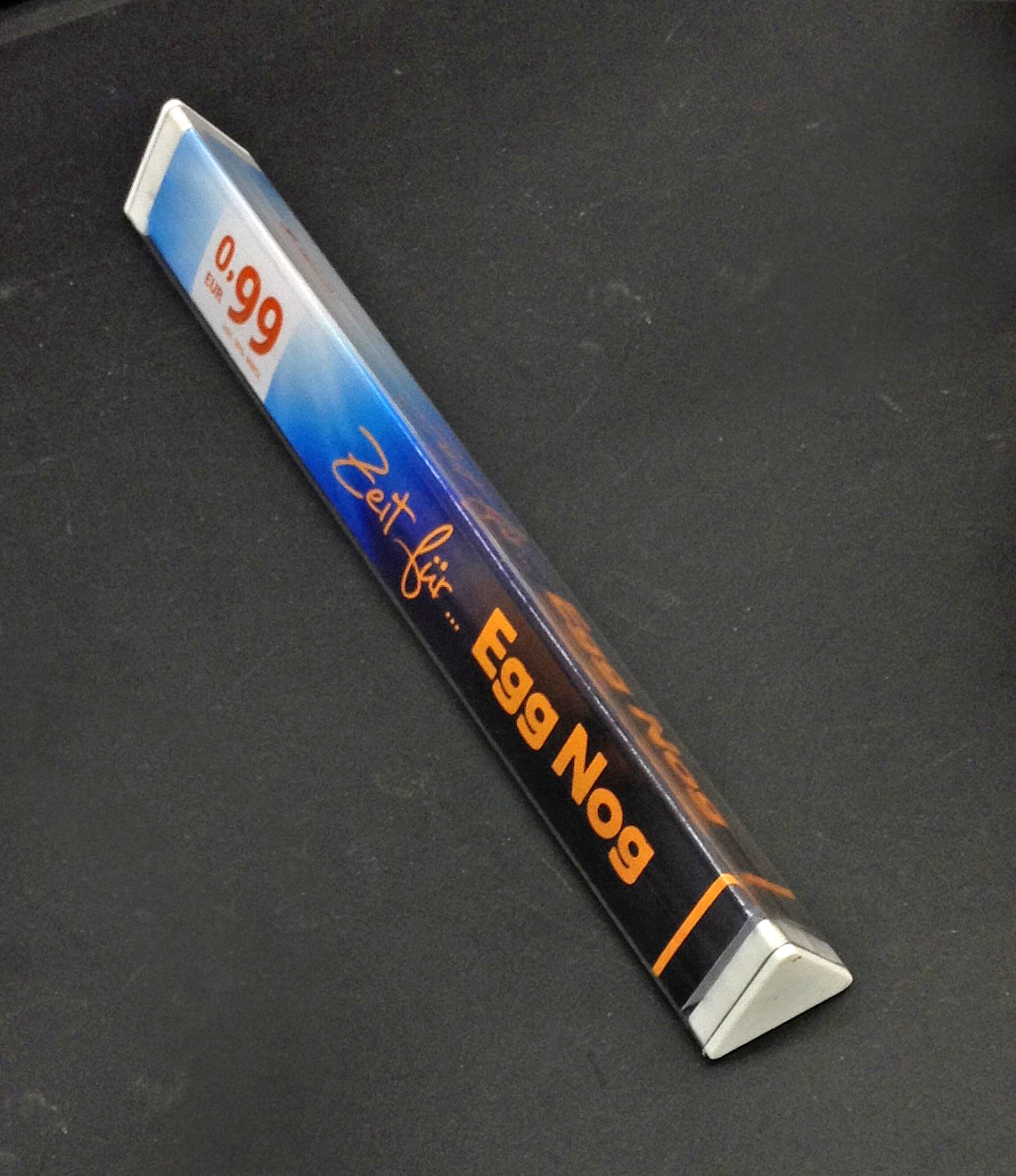
Warentrenner

Ein Warentrenner ist ein stabähnliches Gebilde von etwa 30 cm Länge, das in Supermärkten dazu benutzt wird, die auf dem Förderband eines Kassenarbeitsplatzes liegenden Waren verschiedener Kunden voneinander zu trennen. Er wird auch Warentrennstab, Warentrennbalken, Kassentoblerone, Kassentrennstab genannt und ist nicht zu verwechseln mit dem Warenteiler im Supermarkt-Regal.
Gebräuchlich sind Warentrenner in Gestalt gerader Prismen mit rechteckigen oder dreieckigen Grundflächen; auch Querschnitte von dreistrahlig sternförmiger Form sind verbreitet.

## Bezeichnungen
Die Gesellschaft für deutsche Sprache in Wiesbaden hat eine Leserfrage zum Warentrenner beantwortet. In dem Beitrag werden eine ganze Reihe anderer Bezeichnungen für den Warentrenner genannt, z. B. Warentrennstab, -trennholz, -teiler, -separator, Kassentrenner, Kundentrenner, Trennstab.
Im niederdeutschen Sprachraum findet sich die Bezeichnung Miendientje (auf Hochdeutsch in etwa „Meindeinchen“ oder „Meins-Deins“), welches aus den niederdeutschen Wörtern mien und dien („mein“ und „dein“) besteht. Das Wort umschreibt somit die Trennung der eigenen Waren auf dem Kassenband von der Ware eines anderen Kunden. Es wurde zudem im Jahre 2010 vom Institut für niederdeutsche Sprache (kurz INS) zum „aktuellsten plattdeutschen Wort des Jahres“ gekürt.
In der Schweiz ist für den Warentrenner mit dreieckigem Querschnitt in Anlehnung an die Schokoladenmarke Toblerone der Ausdruck Kassentoblerone verbreitet.

## Handhabung

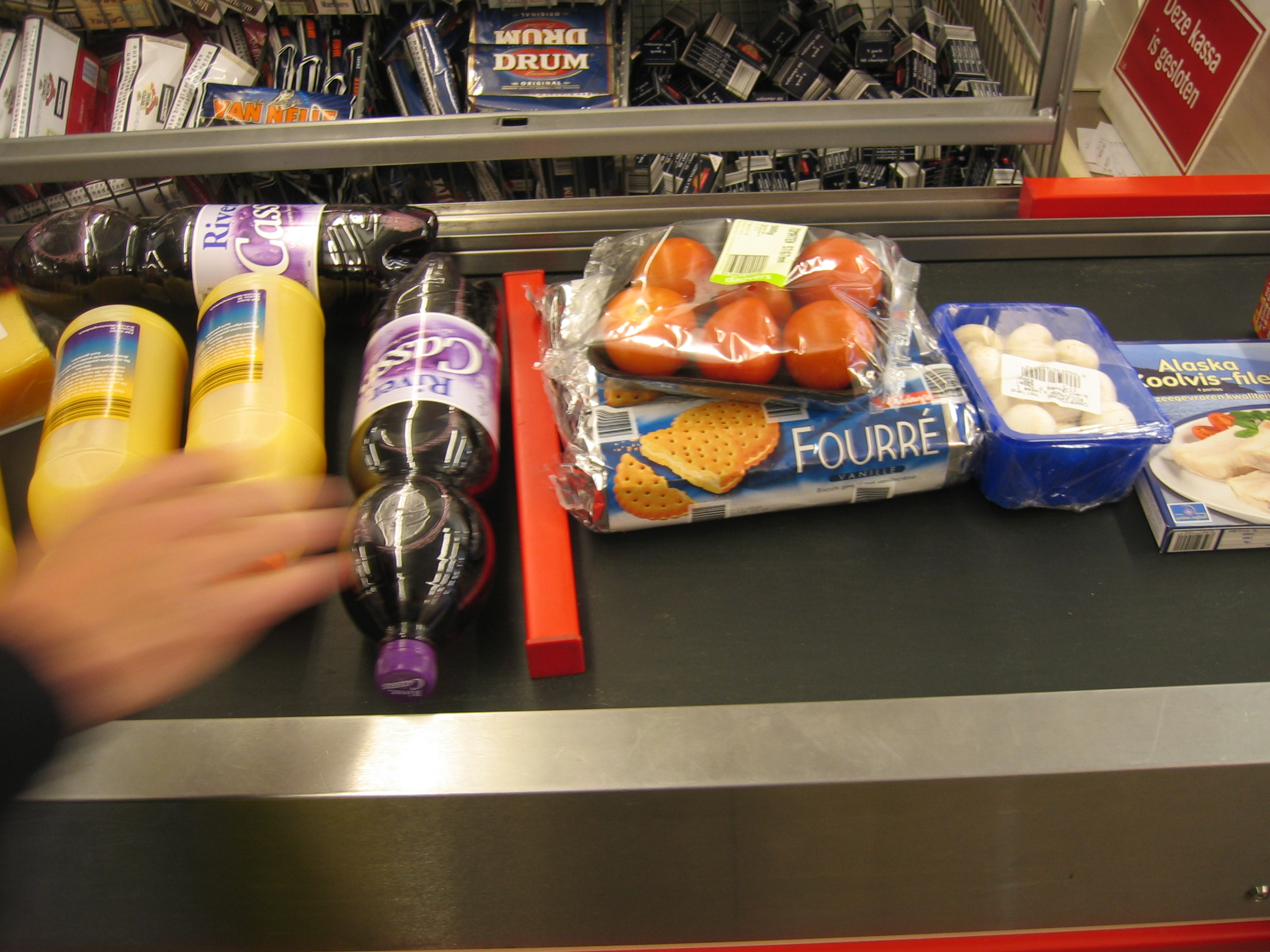
Ein Warentrenner im Einsatz

Der Warentrenner wird einer schienenförmigen Ablage entnommen und zwischen den selbst zu kaufenden Waren und denen der nachfolgenden Person platziert. Beim Kassierer angekommen, wird der Warentrenner von diesem wieder auf die Schiene gelegt und entgegen der Laufrichtung des Bandes zurück in Richtung der nachfolgenden Kunden geschoben.

## Der Warentrenner als Werbeträger
Ursprünglich von Verbrauchermärkten als reiner Gebrauchsgegenstand im Zuge der Einführung des Kassenbands im Jahre 1979 gedacht, hat sich der Warentrenner mittlerweile seit vielen Jahren als effektives Werbemedium erwiesen. Dadurch, dass er in die Hand genommen und dafür zwangsläufig auch visuell erfasst werden muss, wirken Botschaften am Warentrenner im Bereich der Visuomotorik. Diesen Aspekt hatte Mitte der 2000er Jahre die österreichische Firma POS Marketing erkannt und deshalb begonnen, mit Verbrauchermärkten zusammenarbeiten, um den Warentrenner für die Werbung supermarktfremder Gewerbe zugänglich zu machen. Konzipiert wurde hierfür die Form des so genannten CashPosters, bei dem der Warentrennstab durch eine oben aufgesetzte und rechteckige Werbefläche bestückt wird. Dies bedeutete sowohl die Entstehung eines völlig neuartigen und eigenständigen Werbemediums als auch erstmals eine Ergänzung und Verstärkung der Werbeeffekte von Werbung auf Einkaufswagen. Zunächst 2007 landesweit in Österreich als Werbeträger eingeführt, wurde das CashPoster ab 2008 von POS Marketing per Lizenzvergabe auch in Deutschland sowie zahlreichen weiteren Ländern Europas und darüber hinaus vermarktet. Erst mit der Einführung des CashPosters begannen auch die Verbrauchermärkte mit einer marktinternen Lenkung der Aufmerksamkeit von an der Kasse wartenden Kunden. So wurden von da an z. B. unmittelbar im Kassenbereich angebotene Tabakwaren und Snacks beworben oder andere verschiedenartige Eigenwerbungen (wie Stellenangebote) des jeweiligen Markts präsentiert. Mittlerweile wird der Warentrenner auch von einigen anderen Werbefirmen in unterschiedlicher Form als Werbeträger vermarktet. Im Zuge der flächendeckenden Durchsetzung des CashPosters und einiger weiterer neuer Werbemedien innerhalb des Supermarkts etablierte sich zudem der von POS Marketing kreierte und zuvor noch unbekannte Begriff „Supermarktwerbung“ im Laufe der Jahre fest im allgemeinen Sprachgebrauch.

### Weitere Entwicklung des Werbemediums Warentrenner
Da das Einkaufen von Lebensmitteln und der damit verbundene Gang zur Kasse zum ständigen Handlungsalltag der meisten Menschen zählen, hat sich nicht nur der Warentrennstab, sondern damit speziell auch das sich auf ihm befindliche Werbeplakat zum permanenten Gebrauchsgegenstand und absoluten Gewohnheitsobjekt entwickelt. Eine im Frühjahr 2023 durchgeführte Online-Umfrage zeigt in diesem Zusammenhang auf, dass fast 70 % der Supermarktkunden Werbung am Warentrenner regelmäßig wahrnehmen. Etwa die Hälfte der 5.600 Befragten bezeichnete die Warentrenner-Werbung hierbei als „Hingucker“ bzw. als auffällig. Gut 20 % gaben sogar an, die Botschaften als informativ zu empfinden. Letzteres mag vornehmlich daran liegen, dass in Verbrauchermärkten unterbewusst meist eine generell erhöhte mentale Bereitschaft zu selektiver Aufmerksamkeit beim Einzelnen auftritt, um zu sondieren, welche Produkte aktuell zu gebrauchen sind und welche nicht.